# Joseph Ho Ten You
Joseph Ho Ten You (nacido en Régina, Guayana Francesa) fue un político francés.
Fue jefe de gobierno de Nicolas Sarkozy en la república de Guayana Francesa desde 2000.
Ho Ten You fue el encargado de mantener el orden político y social en la república por un gobierno de 4 años. Fue reelegido en 2004 y en 2008.